# Людський кут
«Людський кут» (англ. The Human Angle) — друга збірка науково-фантастичних оповідань американського письменника Вільяма Тенна, вийшла 1956 року у видавництві Ballantine Books як у м'якій, так і у твердій обкладинці. У 1964 та 1968 роках видавництво передрукувало збірку.

## Зміст
До «Людського кута» увійшли наступні оповідання:
- «Проект Гаш» («Гелексі», 1954)
- «Відкриття Морніеля Мазевея» («Гелексі», 1955)
- «Дитина Середи» («Fantastic Universe» 1956)
- «Проблема слуги» («Гелексі», 1955)
- «Партія з двох частин» («Гелексі», 1954)
- «Плоскоокий монстр» («Гелексі», 1955)
- «Людський кут» («Famous Fantastic Mysteries», 1948)
- «Сімейна людина» (оригінальна версія)[2]

## Відгуки
Рецензент газети «Нью-Йорк таймс» Віллієр Джерсон оцінив ці оповідання як «жалюгідні та ввічливі, жорстокі та кмітливі, сатурністичні та сентиментальні», зазначивши, що «якщо [Тенн і] має вину, [то вона] полягає в тому, що його твори іноді бувають [за]надто розумними, виставляючи занадто багато феєрверків».